# Грустенька
Грустенька, ранее Карабановка — река в Тверской области России, правый приток Западной Двины. Длина реки составляет 19 км.

## Течение
Протекает по территории Андреапольского муниципального района.
Берёт начало в 500 метрах к северу от автодороги Андреаполь — Хотилицы. Течет в южном и юго-восточном направлении. Впадает в Западную Двину справа на высоте примерно 203 метра над уровнем моря.

## Притоки
На высоте 229,3 метра над уровнем моря слева в Грустеньку впадает река Имшанка.

## Населённые пункты
На берегу реки расположены деревни Ерохино и Раменье. Ранее на Грустеньке стояли населённые пункты Загарье, Фомино и Карабаново.